# Bairdiella sanctaeluciae
Bairdiella sanctaeluciae es una especie de pez de la familia Sciaenidae en el orden de los Perciformes.

## Morfología
Los machos pueden llegar alcanzar los 26 cm de longitud total.

## Alimentación
Come principalmente gambas.

## Hábitat
Es un pez de mar y clima subtropical y demersal que vive hasta los 35 m de profundidad.

## Distribución geográfica
Se encuentra en el Océano Atlántico occidental: el este de Florida (los Estados Unidos), las Antillas y el Caribe desde la Bahía de Campeche (México) hasta las Guayanas.

## Uso comercial
Se comercializa pocas veces como alimento para el consumo humano y principalmente se utiliza como cebo.